# Richard Budgett
Richard Gordon McBride Budgett (ur. 20 marca 1959 w Glasgow) – brytyjski wioślarz, złoty medalista olimpijski i brązowy medalista mistrzostw świata.

## Kariera
Wystąpił na igrzyskach olimpijskich w Los Angeles w 1984, gdzie osada Wielkiej Brytanii w składzie: Martin Cross, Richard Budgett, Andy Holmes, Steve Redgrave i Adrian Ellison zdobyła złoty medal w czwórkach ze sternikiem. W finale A Brytyjczycy o 1,64 sekundy wyprzedzili osadę USA i o 5,04 sekundy osadę Nowej Zelandii. Był to jego jedyny start olimpijski.
Wspólnie z Tomem Cadoux-Hudsonem i Adrianem Ellisonem zdobył także brązowy medal w dwójkach ze sternikiem na mistrzostwach świata w Monachium (1981). Na rozgrywanych rok później mistrzostwach świata w Lucernie w tej samej konkurencji był piąty. 
Kształcił się w Selwyn College na University of Cambridge i Uniwersytecie Londyńskim, uzyskując dyplom z medycyny. Był także działaczem sportowym; w latach 1994–2007 był dyrektorem medycznym w Brytyjskim Komitecie Olimpijskim, a w latach 2012–2024 pracował w Międzynarodowym Komitecie Olimpijskim.
Oficer Orderu Imperium Brytyjskiego.